# محمد ولد أمين
محمد ولد أمّيْن (مواليد 5 يناير 1970 في كرو، موريتانيا) هو محامي وديبلوماسي ووزير وكاتب موريتاني. تلقى تعليمه الأساسي بدولة الكويت وأنهى تعليمه الثانوي في بلاده موريتانيا، ودرس القانون بجامعة نواكشوط (موريتانيا).
 حصل على الماجستير في العلوم السياسية والحقوق من جامعة لوفان في ببلجيكا، وعلى شهادة التخصص العالي في الإعلام من معهد ايبال ببروكسل. عاش في دول عديدة وعايش ثقافات مختلفة، إذ خدم في السلك الدبلوماسي لبلاده في العاصمة البلجيكية بروكسل، وفي أوتارا، بكندا، وفي جنوب أفريقيا. كما شغل عدة حقائب وزارية على فترات مختلفة، منها منصب وزير الإعلام ومنصب وزير مستشار في رئاسة الدولة.

## المؤلفات
- منينة بلانشيهِ [5]

- مذكرات حسن ولد مختار.[بحاجة لمصدر]

اشتهر أخيرا بهجومه السافر على الشيخ محمد الحسن ولد الددو
واستشافته قناة العربية أخيرا في برنامج تلفزيوني هاجم فيه ولد الددو وهو ما أثار جدلا كبيرا في الإعلام الموريتاني.